# Conchylodes ovulalis
Conchylodes ovulalis là một loài bướm đêm trong họ Crambidae.